# Neelam Sanjiva Reddy
Neelam Sanjiva Reddy (Illuru, 19 maggio 1913 – Bangalore, 1º giugno 1986) è stato un politico indiano.

## Biografia
Militante del Partito del Congresso, fu eletto nel 1947 all'Assemblea Costituente e arrivò poi a ricoprire cariche nell'Andhra Pradesh e nel governo (1964).
Nel 1977 fu eletto presidente dell'India, ma nel 1982 si ritirò dalla vita politica.